# Mamoea rufa
Mamoea rufa is een spinnensoort uit de familie Desidae. De soort komt voor in Campbell-eiland.